# محمد خسروشاهی
محمد خسروشاهی (تولد ۱۲۸۹ شمسی) تاجر و سیاستمدار ایرانی و همچنین رئیس اتاق بازرگانی تهران و نماینده دوره سیزدهم مجلس شورای ملی از شهر تبریز و عضو هیئت امنا و هیئت موسس مرکز اسلامی هامبورگ بود.

## زندگی
محمد خسروشاهی فرزند اسدالله خسروشاهی در سال ۱۲۸۹ شمسی در رشت متولد شد. 

## تحصیلات
دروس مقدماتی را در ایران به اتمام رسانید و پس از پایان دوره دبیرستان در سال ۱۳۰۷ به سوئیس و سپس آلمان رفت و بعد از طی دوره تحصیل بازرگانی در برلن، از ۱۳۱۰ تا ۱۳۱۷ در هامبورگ اقامت گزید. 
در بندر هامبورگ به  تجارت پرداخت و در امر صادرات کالا از ایران به اروپا فعالیت نمود.

## مرکز اسلامی هامبورگ
خسروشاهی از اعضای هیئت امنای مرکز اسلامی هامبورگ بود و زمانیکه به ایران برگشت با ارایه و تلاش برای تصویب ماده‌واحده مالیاتی به ارزش مردم ایران با پرداخت یک ریال اضافی از بابت مصرف قند و شکر وارداتی به قیمت قند و شکر اضافه کرد تا مبلغ ۴۰۰ هزار مارک در دی سال ۱۳۴۲ (۱۹۶۵) مهیا شده و این مرکز اسلامی بتواند ساخته شود.

## مجلس شورای ملی
خسروشاهی در رشت متولد شد اما در دوره سیزدهم مجلس شورای ملی به‌عنوان نماینده مردم تبریز به پارلمان راه یافت. خسروشاهی دو دوره ریاست پارلمان بخش خصوصی را برعهده گرفت و در هیئت نمایندگی ایران در کنفرانس غرامات لندن عضویت داشت و دبیرکلی کنفرانس اقتصادی تهران را هم برعهده داشت.
علینقی عالیخانی، وزیر اقتصاد، در مصاحبه با تاریخ شفاهی از انتخاب محمد خسروشاهی به دبیرکلی کنفرانس اقتصادی می‌گوید: «نیازمند به این بودم که شخصی را به نام دبیرکل کنفرانس انتخاب بکنم و باز هم در میان بازرگانان و صاحبان صنایع کسی را ورزیده برای چنین کاری نمی‌دیدم. دکتر خوشبین که پیش از آن در کابینه علم وزیر دادگستری بود و در ترمیم کابینه‌ای که من وارد شدم وزیر مشاور شد، محمد خسروشاهی را برای من نام برد. و من هم فوری درخواست کردم که این شخص به ملاقات من بیاید و در همان جلسه اول بسیار از قیافه طرز برخورد طرز گفت‌وگوی این مرد خوشم آمد و با توجه به سابقه‌ای که در بازرگانی در اروپا داشت و آشنایی که کم‌وبیش به برگزاری کنفرانس‌ها به شکل فرنگی، به نظر رسید که برای این‌کار شایستگی دارد. و واقعاً هم همین‌طور بود و بسیار کار خودش را خوب انجام داد و این در عرض این یک هفته کنفرانس شب و روز خودش را در محل کنفرانس گذرانید.»

## فعالیت‌های تجاری
در هامبورگ به ترویج و فروش کالاهای صادراتی ایران مخصوصاً پنبه، که تا آن تاریخ به بازار اروپا راه نیافته بود، اشتغال ورزید. در سال ۱۳۱۴ اتاق بازرگانی ایران و آلمان در برلن تأسیس شد و خسروشاهی از همان زمان سمت ریاست آن را برعهده گرفت و پس از بازگشت به ایران نیز عهده‌دار آن سمت بود. خسروشاهی در سال ۱۳۱۸ به تهران بازگشت و تا سال ۱۳۲۸ در تهران ماند. در ۱۳۱۹ به عضویت انجمن شهر تهران انتخاب شد. در سال ۱۳۲۹ بار دیگر به آلمان بازگشت و تا سال ۱۳۳۷ در آنجا به تجارت اشتغال داشت   همچنین خسروشاهی یکی از مؤسسان کارخانه آبگینه قزوین بود. شیشه یکی از این صنایع بود که مواد اولیه آن نیز به وفور داخل کشور یافت می‌شد. دو مؤسس اصلی اوّلیه کارخانه آبگینه قزوین با اطلاع از وضع موجود و با جمع‌بندی از وضعیت بازار تصمیم گرفتند وارد حوزه تولید شیشه شوند. منصور یاسینی تاجر شیشه و فعال صنفی و محمد خسروشاهی و پسرش کامران خسروشاهی در مسیر تحقیقات خود با هم آشنا شدند. ثمره این آشنایی و افزایش حمایت‌های دولتی، تأسیس یکی از بهترین و بزرگترین کارخانه‌های شیشه ایران بود.
ارتقای شرکت آبگینه به کارخانه آبگینه قزوین در واقع حاصل سرمایه‌گذاری مشترک یاسینی و خسروشاهی بود. علی‌اصغر پیرزاد، از اعضای اتاق بازرگانی، نیز در سرمایه‌گذاری شریک شد. در مرداد ۱۳۴۵ مجمع عمومی شرکت آبگینه، نوع شرکت را از "مسئولیت محدود" به شرکت  "سهامی"  تغییر داد. همچنین هیئت‌مدیره جدید انتخاب شدند. محمد خسروشاهی رئیس هیئت‌مدیره، علی‌اصغر پیرزاد عضو هیئت‌مدیره، منصور یاسینی عضو هیئت مدیره و مدیرعامل، و احمد یاسینی و کامران خسروشاهی نیز به عنوان اعضای هیئت‌مدیره تعیین شدند 

## ریاست اتاق بازرگانی، صنایع، معادن و کشاورزی ایران
محمد خسروشاهی‌، با حمایت‌ دولت‌، به‌ ریاست‌ اتاق‌ تهران‌ برگزیده‌ شد و دو دوره‌ (۱۳۴۳-۱۳۴۸ ش‌) خدمت‌ کرد. 
ساختمانی که امروز به عنوان ساختمان اتاق بازرگانی، صنایع، معادن و کشاورزی ایران در خیابان طالقانی شناخته می شود، یادگاری از ریاست محمد خسروشاهی، هفتمین رییس اتاق بازرگانی بود. او پس از انقلاب سفید محمدرضا پهلوی روی کار آمد و در برخی منابع به عنوان یک فعال اقتصادی نزدیک به دولت معرفی شده است 
قاسم لاجوردی در مصاحبه‌اش با تاریخ شفاهی دانشگاه هاروارد به موضوع بررسی قیمت‌ها می‌پردازد که در آن زمان فشار زیادی به اتاق بازرگانی و صاحبان صنایع وارد می‌شد که قیمت‌ کالاها و اجناس بالا نروند و کنترل شوند. «خسروشاهی از بخش خصوصی بود مسائل را می‌دانست. سعی کرد به‌تدریج مردم را از شرّ اتاق اصناف و بررسی قیمت‌ها راحت بکند. درحالی‌که باهاش مخالفت می‌شد کوشش خودش را کرد. تا آن وقتی که بود به‌تدریج یک‌خرده فکر می‌کنم اوضاع خارج اثر گذاشت باز هم قیمت‌ها پایین آمد. به هر حال خسروشاهی صددرصد مخالفت کرد با سیستم کنترل قیمت‌ها.» 